# Moonzoo
MoonZoo — український електронний гурт зі Львова.

## Історія
Гурт MoonZoo виник у Львові у 2017 році. Його музика — це суміш синті-попу, dance music та блюзу. Частина учасників гурту також задіяні в іншому львівському гурті Плесо.
15 січня 2018 року гурт MoonZoo випустили дебютний кліп на пісню «Alive». Режисером відео став Максим Соснов, а депо, в якому проходили зйомки, є найстарішим у Львові — його збудували у 1894 році.
Того ж року вийшов і їхній перший альбом «Sad Dance», який потрапив в підбірки українських музичних ЗМІ як один із найкращих дебютних релізів року.
|                            | «Sad dance — це музика, яка звучить в машині після гучної вечірки. Це легка меланхолія і ностальгія в далекому ехо нічних барів і дискотек» |
| — пояснюють учасники гурту | |

У травні 2019 року гурт представив слухачам кліп на пісню «Liar». Відео зняв Максим Соснов, а головним героєм кліпу став Артур Авакян.
На початку 2020 року MoonZoo разом американським репером F.M.F. Sure випустили сингл «Maze» для участі у Євробаченні-2020. MoonZoo feat. F.M.F. Sure — найменш відомі учасники Національного відбору Євробачення 2020, на момент оголошення конкурсантів у них в Instagram було 364 підписники.
3 лютого 2020 року на своєму YouTube-каналі гурт презентував кліп на пісню «Maze». У ролику показано виступ музикантів на вечірці. Режисером кліпу знову став Максим Соснов.

## Склад
- Олександр Васецький — вокал
- Олексій Петелько — бас, клавішні
- Ігор Стахів — ударні
- Віктор Сторожук — клавішні[7]

## Дискографія
- 2018 — «Sad Dance»[8]

### Сингли
- 2018 — «Alive»
- 2018 — «Colder»
- 2018 — «Dance Till Die»
- 2019 — «Lovers»
- 2020 — «Maze» (разом з F.M.F. Sure)
- 2020 — «Let Her Go»

### Кліпи
- 2018 — «Alive»
- 2018 — «Colder»
- 2018 — «Dance Till Die»
- 2019 — «Liar»
- 2020 — «Maze» (разом з F.M.F. Sure)
- 2020 — «Let Her Go»[9]